# Cussonia thyrsiflora
Cussonia thyrsiflora là một loài thực vật có hoa trong Họ Cuồng cuồng. Loài này được Thunb. mô tả khoa học đầu tiên năm 1780.